# ワンコミ
ワンコミは、株式会社宝島ワンダーネットが運営していた携帯コミック配信サイト。

## 概要
携帯配信サイトとして2007年4月開設。『デジタル・コミック大賞』『日本ラブストーリー大賞』『このミステリーがすごい!大賞』のコミカライズを配信。
アニメ制作会社などとアライアンスを組み、脚本から作画まで、ケータイ用としてオリジナルで制作したコミックを配信しているのが特徴。
単行本は『宝島社ワンダーランドコミックス』レーベルで発売される。

## 主な作品
- さくら色 オカンの嫁入り（第3回 日本ラブストーリー大賞　ニフティ／ココログ賞受賞作）

## 終了した主な連載作品
- XX（エクスクロス）（第1回『このミステリーがすごい!大賞』最大の話題作（上甲宣之原作、田島昭宇キャラクター原案、Production I.G作画・製作協力）
- ランウェイ・ビート（第1回『日本ラブストーリー大賞』受賞作家 書き下ろし作品）
- 台北に舞う雪
- 後藤スズナブログ（隔週連載） 2008年12月 - 2010年12月